# Pierre Vergès
Pour les articles homonymes, voir Vergès.
Pour les autres membres de la famille, voir Famille Vergès.
Pierre Vergès, né le 25 mars 1958 à La Réunion, est un homme politique français.
Il est le fils de Paul Vergès et le petit-fils de Raymond Vergès, tous deux hommes politiques. Ancien vice-président du conseil régional de La Réunion, il est l'un des dirigeants du Parti communiste réunionnais.

## Biographie
En 1991, après vingt ans de mandat de son père, il est élu maire de la commune du Port. Il est par ailleurs à la tête de la SR21, organisme chargé de l'Agenda 21 de l'île. En outre, il occupe jusqu'en 2010 les fonctions de vice-président du conseil régional de La Réunion présidé par son père et de président de la commission des affaires générales et financières. La victoire de la liste de Didier Robert au conseil régional de la Réunion le 21 mars 2010 fait que Pierre Vergès perd son siège, ainsi que ses fonctions au sein de l'IRT, de la SR 21, organismes dépendant de la Région et dont Didier Robert a promis la dissolution au plus vite.
Il a connu une longue cavale de trois ans et demi (1 300 jours, d'avril 1993 à décembre 1996) pour échapper à sa condamnation pour son implication dans l'affaire « de l'endiguement de la Rivière des Galets ». Après sa condamnation en première instance en 1995 par le tribunal correctionnel de Saint-Pierre de la Réunion à 18 mois d'emprisonnement, 300 000 francs (plus de 46 000 euros) d'amende et cinq ans de privation des droits civiques, civils et de famille. Il s'est finalement rendu à la justice le 13 décembre 1996, pour être libéré le 14 février 1997. Puis, en appel, à une peine de prison ferme couvrant sa peine de détention[réf. nécessaire].
Par un arrêt du Conseil d’État, Section, 28 février 1997, Commune de Port, requête numéro 167483, publié au recueil, Il est obligé de rembourser à la Commune du Port  les indemnités de fonctions perçu durant sa cavale débuté le 29 avril 1993 et  sa démission le 17 mars 1994.

En 2009, l'Association de défense des Intérêts des Possessionnais a déposé plainte contre Pierre Vergès considérant qu'il s'était accommodé très librement du plan d'urbanisme en s'appropriant des espaces fonciers appartenant à la commune.
Membres notables de la famille Vergès
|                            |                            |                            |                            | Raymond Vergès 1882 – 1957 |                            |  |  |                            |                            |                            |                            |                            |                            |  |  |  |  |                    |                    |                    |                    |                    |                    |  |  |  |  |  |  |  |  |
|                            |                            |                            |                            |                            |                            |  |  |                            |                            |                            |                            |                            |                            |  |  |  |  |                    |                    |                    |                    |                    |                    |  |  |  |  |  |  |  |  |
|                            |                            |                            |                            |                            |                            |  |  |                            |                            |                            |                            |                            |                            |  |  |  |  |                    |                    |                    |                    |                    |                    |  |  |  |  |  |  |  |  |
| Jacques Vergès 1924 – 2013 | Jacques Vergès 1924 – 2013 | Jacques Vergès 1924 – 2013 | Jacques Vergès 1924 – 2013 | Jacques Vergès 1924 – 2013 | Jacques Vergès 1924 – 2013 |  |  | Paul Vergès 1925 – 2016    | Paul Vergès 1925 – 2016    | Paul Vergès 1925 – 2016    | Paul Vergès 1925 – 2016    | Paul Vergès 1925 – 2016    | Paul Vergès 1925 – 2016    |  |  |  |  |                    |                    |                    |                    |                    |                    |  |  |  |  |  |  |  |  |
| Jacques Vergès 1924 – 2013 | Jacques Vergès 1924 – 2013 | Jacques Vergès 1924 – 2013 | Jacques Vergès 1924 – 2013 | Jacques Vergès 1924 – 2013 | Jacques Vergès 1924 – 2013 |  |  | Paul Vergès 1925 – 2016    | Paul Vergès 1925 – 2016    | Paul Vergès 1925 – 2016    | Paul Vergès 1925 – 2016    | Paul Vergès 1925 – 2016    | Paul Vergès 1925 – 2016    |  |  |  |  |                    |                    |                    |                    |                    |                    |  |  |  |  |  |  |  |  |
|                            |                            |                            |                            |                            |                            |  |  |                            |                            |                            |                            |                            |                            |  |  |  |  |                    |                    |                    |                    |                    |                    |  |  |  |  |  |  |  |  |
| Françoise Vergès 1952      | Françoise Vergès 1952      | Françoise Vergès 1952      | Françoise Vergès 1952      | Françoise Vergès 1952      | Françoise Vergès 1952      |  |  | Laurent Vergès 1955 – 1988 | Laurent Vergès 1955 – 1988 | Laurent Vergès 1955 – 1988 | Laurent Vergès 1955 – 1988 | Laurent Vergès 1955 – 1988 | Laurent Vergès 1955 – 1988 |  |  |  |  | Pierre Vergès 1958 | Pierre Vergès 1958 | Pierre Vergès 1958 | Pierre Vergès 1958 | Pierre Vergès 1958 | Pierre Vergès 1958 |  |  |  |  |  |  |  |  |